# Julie Blakstad
Julie Blakstad, née le 26 août 2001 à Ottestad (en), est une footballeuse internationale norvégienne évoluant au poste de milieu de terrain dans le club d'Hammarby IF.

## Biographie

### En club
Après avoir commencé le football dans l'équipe de son village, Julie Blakstad signe à l'été 2018 dans le club de deuxième division norvégienne du FL Fart (en). Titulaire dans l'équipe, elle joue un rôle important dans sa montée en première division et est demandée par les grandes équipes du pays. Après l'annulation de son prêt vers Lillestrøm par la ligue, le meilleur espoir du championnat norvégien signe à Rosenborg. Lors de sa première saison, elle inscrit 17 buts en 35 matchs et est nommé joueuse de l'année par l'UEFA. Internationale norvégienne, elle signe en janvier 2022 dans le club de Manchester City.

### En équipe nationale
Lors du premier match de groupe de la Norvège à Euro 2022, elle ouvre le score contre l’Irlande du Nord en marquant d'une frappe tendue au premier poteau après une ouverture de Guro Reiten.